# Fenna Kalma
Fenna Kalma (Haskerhorne; 21 de noviembre de 1999) es una futbolista neerlandesa. Juega como delantera en el VfL Wolfsburgo de la Bundesliga Femenina de los Alemania. Es internacional con la selección de los Países Bajos.

## Trayectoria
Kalma, ex jugadora del CTO Eindhoven, se unió al SC Heerenveen en 2017, debutando el 22 de abril del mismo año en una derrota por 4-3 contra el Telstar.
Antes de la temporada 2019-20 se unió al Twente. En la temporada 2021-22, se convirtió en la primera jugadora en la historia de la Eredivisie en marcar 30 goles en la liga en una temporada. En mayo de 2022 amplió su contrato con el Twente hasta junio de 2023. El 18 de agosto de 2022, marcó 6 goles en la victoria de su equipo por 13-0 en la ronda de clasificación de la Liga de Campeones contra el club moldavo Agarista-ȘS Anenii Noi.

## Selección nacional
Kalma ha representado a los Países Bajos en varias categorías juveniles. Fue parte de la sub-20 que disputó la Copa Mundial Sub-20 de 2018.
En septiembre de 2019, la atacante recibió su primera convocatoria a la selección absoluta de los Países Bajos de cara a los partidos clasificatorios para la Eurocopa Femenina 2022. En mayo de 2022, fue nombrada jugadora de reserva para disputar este último torneo. El 2 de septiembre de 2022, hizo su debut en una victoria por 2-1 en un amistoso contra Escocia ingresando como suplente de Vivianne Miedema en el minuto 62 y marcando el gol que sentenció la victoria.

## Clubes
| Club           | País         | Año             |
| -------------- | ------------ | --------------- |
| SC Heerenveen  | Países Bajos | 2017 - 2019     |
| FC Twente      | Países Bajos | 2019 - 2023     |
| VfL Wolfsburgo | Alemania     | 2023 - presente |

## Palmarés

### Títulos nacionales
| Título                        | Club      | País         | Año     |
| ----------------------------- | --------- | ------------ | ------- |
| Copa de la Eredivisie         | FC Twente | Países Bajos | 2019-20 |
| Eredivisie                    | FC Twente | Países Bajos | 2020-21 |
| Eredivisie                    | FC Twente | Países Bajos | 2021-22 |
| Copa de la Eredivisie         | FC Twente | Países Bajos | 2021-22 |
| Supercopa de los Países Bajos | FC Twente | Países Bajos | 2022    |
| Copa de los Países Bajos      | FC Twente | Países Bajos | 2022-23 |
| Copa de la Eredivisie         | FC Twente | Países Bajos | 2022-23 |

### Distinciones individuales
| Distinción                        | Año              |
| --------------------------------- | ---------------- |
| Máxima Goleadora de la Eredivisie | 2021-22, 2022-23 |
| Jugadora del Año de la Eredivisie | 2021-22, 2022-23 |